# Ignacio Cuesta Areces
Ignacio Cuesta Areces (Manresa, 1 de febrero de 1972), conocido como Nacho Cuesta, es un abogado y político español. Candidato a la alcaldía de Oviedo por Ciudadanos en las elecciones de 2019, desde el 15 de junio de 2019 es concejal y primer teniente de Alcalde del Ayuntamiento de Oviedo. En 2023 pasa a ser edil no adscrito y se presenta en las listas del Partido Popular en las elecciones municipales de 2023.

## Biografía
Nació en Manresa (Barcelona), donde su padre, químico, trabajaba. Pronto se trasladó a Grado (Asturias) y con 10 años a Oviedo. Cursó su educación secundaria en el IES Aramo y se licenció en Derecho por la Universidad de Oviedo en 1996. Comenzó a ejercer en 1998. Entre 2015 y 2019 fue decano del Ilustre Colegio de Abogados de Oviedo. Previamente, había desempeñado otros cargos dentro del Colegio como secretario de la Junta de Gobierno, director de la Escuela de Práctica Jurídica y coordinador del Centro de Estudios del Colegio de Abogados. Entre marzo de 2016 y 2019 fue vicesecretario del Consejo General de la Abogacía Española. También ha desarrollado una actividad docente relacionada con la preparación de abogados y jueces.

## Vida política
Estuvo afiliado en un primer momento al PSOE, aunque nunca desarrolló carrera política con ese partido.
En enero de 2019 fue llamado por el partido político Ciudadanos para que lidere la candidatura a la alcaldía del Ayuntamiento de Oviedo en las elecciones municipales de mayo de 2019. Su formación consigue 5 concejales y dan apoyo al candidato del PP, Alfredo Canteli, para que resulte elegido como alcalde de Oviedo. A través de este acuerdo, Ignacio Cuesta es nombrado por Canteli como primer Teniente de alcalde, así como concejal de Gobierno de Urbanismo, Medio Ambiente, Infraestructuras y Distritos.
En julio de 2019 entró a formar parte del Comité Ejecutivo Nacional de Ciudadanos, órgano de administración del partido en todo el país. En septiembre de 2020 es nombrado coordinador autonómico de Ciudadanos en Asturias, el máximo cargo del partido a nivel regional, sustituyendo a Ignacio Prendes.
En febrero de 2023 anuncia que no repetirá como candidato de Ciudadanos a la alcaldía, por lo que aumentan las sospechas sobre su continuidad con el partido y su creciente vinculación con el Partido Popular. El 14 de abril de 2023 Cuesta, junto a otros tres concejales, abandona el Grupo Municipal Ciudadanos en el Ayuntamiento de Oviedo y pasa a ser edil no adscrito el resto de la legislatura. Fueron acusados por el nuevo coordinador, Manuel Iñarra, de ser tránsfugas. De cara a las elecciones municipales de mayo de 2023, se afilia al Partido Popular y es incluido como tercero en la lista electoral del candidato del PP a la alcaldía Alfredo Canteli. En dichas elecciones revalida su escaño como concejal. En la nueva corporación municipal Cuesta recibe la concejalía de Planeamiento y Gestión Urbanística, Medio Ambiente, Infraestructuras y Proyectos Estratégicos.